# Южный По
Южный По (фр. Pau-Sud) — упразднённый французский кантон, находился в регионе Аквитания, департамент Атлантические Пиренеи. Входил в состав округа По.
Код INSEE кантона — 6447. Всего в кантон Южный По входяли 5 коммун, из них главной коммуной являлась По.

## Население
Население кантона на 2012 год составляло 17 846 человек.
| 1962 | 1968 | 1975 | 1982 | 1990   | 1999   | 2006   | 2012   |
| ---- | ---- | ---- | ---- | ------ | ------ | ------ | ------ |
| —    | —    | —    | —    | 17 486 | 17 358 | 17 842 | 17 846 |

## Коммуны кантона
| Коммуна | Население, чел. (2012) | Почтовый индекс | Код INSEE |
| ------- | ---------------------- | --------------- | --------- |
| Ареси   | 638                    | 64320           | 64041     |
| Асат    | 1776                   | 64510           | 64067     |
| Бизанос | 4767                   | 64320           | 64132     |
| Мейон   | 883                    | 64510           | 64376     |
| По      | 9782                   | 64000           | 64445     |